# Мокроельмутянское сельское поселение
Мокроельмутянское сельское поселение — муниципальное образование в Пролетарском районе Ростовской области.
Административный центр поселения — хутор Мокрая Ельмута.

## Административное устройство
В состав Мокроельмутянского сельского поселения входят:
- хутор Мокрая Ельмута;
- хутор Привольный;
- хутор Сухая Ельмута.

## Население
| 2010  | 2012  | 2013  | 2014  | 2015  | 2016  | 2017  |
| ----- | ----- | ----- | ----- | ----- | ----- | ----- |
| 1267  | ↘1235 | ↘1204 | ↘1182 | ↘1178 | ↗1183 | ↘1169 |
| 2018  | 2019  | 2020  | 2021  |       |       |       |
| ↘1153 | ↘1136 | ↘1130 | ↘1127 |       |       |       |